# زغال‌اخته‌های ماچین
زغال‌اخته‌های ماچین (نام علمی: Nyssaceae) نام یک تیره از راسته زغال‌اخته‌سانان است.